# Klanen Sinclair

Klanen Sinclairs hjälmprydnad

Sinclair är en klan från de skotska högländerna med anglo-normandiskt ursprung. I Skottland kan klanen spåras tillbaka till 1100-talet. Klanen ägde land på Orkneyöarna, norra Skottland och i Lothian i sydost.
Den första borgmästaren i Uddevalla var Lars Sinclair, 1498-1513. Medlemmar av ätten kom till Sverige på 1600-talet.

## Historia
William Saint Clair från Normandie var en riddare under Vilhelm Erövraren. Efter invasionen eskorterade han prinsessan Margaret Atheling till Skottland, där hon gifte sig med Malkolm III av Skottland. För detta förlänades han Midlothian.
Omkring år 1000 fick Orkneyöarna egen biskop under Nidaros stift och styrdes av jarlar under den norska kronan. År 1263 invaderade den norska kungen Håkon Håkonsson Skottland för att förhandla om Hebriderna. Vid Slaget om Largs vid Firth of Clyde stoppades den norska styrkan av en William Sinclair (1190-1270).

### Självständighetskriget mot England
År 1296 startade det första självständighetskriget. William Sinclair av Roslyn (1230-1297) tillfångatogs och dog i Towern. Vid slaget vid Rosslyn 1303 besegrade klanen Cumming och Henry Sinclair den engelska armén. Avgörande slaget ägde rum år 1307 då den skotska armén under Robert Bruce och Henry Sinclair besegrade de engelska styrkorna vid Loudoun Hill.

### Senmedeltid

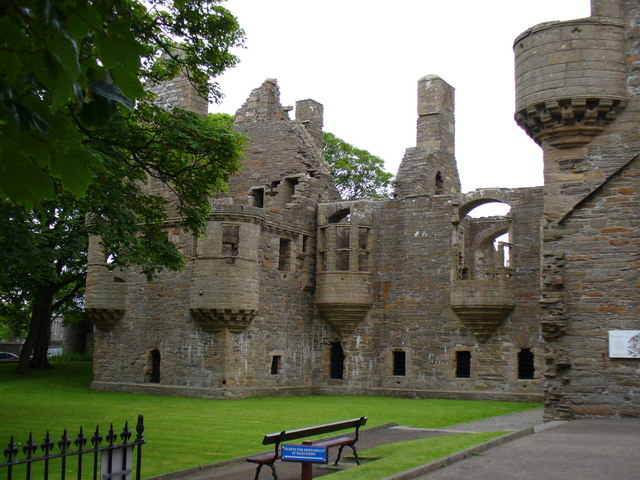
Jarlens palats i Kirkwall

Henry Sinclair (1345-1400) blev 9 baron av Rosslyn 1358 och prins av Orkney genom sin hustru Isobel av Stratheam. Sinclair lydde både under Robert II av Skottland och norska kungen Håkan Magnusson. Han bodde på sitt slott i Kirkwall och gav sig ut på flera resor till Färöarna, Grönland och Nova Scotia i Nordamerika.

### Tidigmoderna tiden
Efter det oroliga 1600-talet genomfördes 1707 en union med England under namnet Kungariket Storbritannien. Drottning Anna dog 1714 utan någon levande arvinge och parlamentet valde Georg I från Huset Hannover till kung. De flesta skotska klanerna accepterade detta, men bland annat klanerna Sinclair och Erskine stödde Jakob II av England. Jakobiterna fortsatte göra uppror. År 1745 hade klanen Sinclair accepterat Georg I av England och James Sinclair of Rosslyn deltog i Slaget vid Culloden på den brittiska sidan mot jakobiterna under befäl av Bonnie Prince Charlie.